# Whole Lotta Red
| Recensione    | Giudizio |
| ------------- | -------- |
| Metacritic    | 73/100   |
| AllMusic      |          |
| NME           |          |
| Pitchfork     | 8,3/10   |
| Rolling Stone |          |

Whole Lotta Red è il secondo album in studio del rapper statunitense Playboi Carti pubblicato il 25 dicembre 2020 dalla AWGE, etichetta di A$AP Rocky. L'album vanta le collaborazioni di Kanye West nella traccia Go2DaMoon, Kid Cudi in M3tamorphosis e Future in Teen X.

## Antefatti
Nell'agosto 2018, tre mesi dopo la pubblicazione del suo album di debutto Die Lit, Carti ha accennato a un suo secondo album, chiamandolo già allora Whole Lotta Red. Nel marzo 2019, Carti ha annunciato in un'intervista per la rivista GQ che Virgil Abloh sarebbe stato il direttore creativo dell'album. 
A giugno 2019 invece annuncia di star registrando Whole Lotta Red dalla fine del 2018 presso lo studio di DJ Drama ad Atlanta. Il 12 aprile 2020 pubblica la copertina del singolo @ Meh, poi uscito due giorni dopo. A dicembre 2020 annuncia che nell'album saranno presenti le collaborazioni di Kanye West, Kid Cudi e Future. Il 21 dicembre pubblica la copertina dell'album, la data di uscita e il merchandise ufficiale.

## Promozione
Il 16 aprile 2020 viene pubblicato il singolo @ Meh. Il singolo debutta alla 35ª posizione nella Billboard Hot 100.
Il 25 dicembre 2020, nel giorno di pubblicazione dell'album, viene pubblicato il video della traccia M3tamorphosis con Kid Cudi.

## Tracce
1. Rockstar Made – 3:13
2. Go2DaMoon (feat. Kanye West) – 1:59
3. Stop Breathing – 3:38
4. Beno! – 2:33
5. JumpOutTheHouse – 1:33
6. M3tamorphosis (feat. Kid Cudi) – 5:12
7. Slay3r – 2:44
8. No Sl33p – 1:28
9. New Tank – 1:29
10. Teen X (feat. Future) – 3:25
11. Meh – 1:58
12. Vamp Anthem – 2:04
13. New N3on – 1:56
14. Control – 3:17
15. Punk Monk – 3:49
16. On That Time – 1:42
17. King Vamp – 3:06
18. Place – 1:57
19. Sky – 3:13
20. Over – 2:46
21. ILoveUIHateU – 2:15
22. Die4Guy – 2:11
23. Not PLaying – 2:10
24. F33l Lik3 Dyin – 3:24

## Classifiche

### Classifiche settimanali
| Classifica (2020-21) | Posizione massima |
| -------------------- | ----------------- |
| Australia            | 15                |
| Austria              | 49                |
| Belgio (Fiandre)     | 18                |
| Belgio (Vallonia)    | 74                |
| Canada               | 2                 |
| Finlandia            | 11                |
| Francia              | 67                |
| Germania             | 45                |
| Islanda              | 2                 |
| Irlanda              | 18                |
| Italia               | 36                |
| Lituania             | 2                 |
| Norvegia             | 5                 |
| Nuova Zelanda        | 8                 |
| Regno Unito          | 17                |
| Spagna               | 98                |
| Stati Uniti          | 1                 |
| Svezia               | 37                |

### Classifiche di fine anno
| Classifica (2021) | Posizione |
| ----------------- | --------- |
| Stati Uniti       | 91        |
| Classifica (2022) | Posizione |
| Lituania          | 91        |
| Stati Uniti       | 88        |
| Classifica (2023) | Posizione |
| Stati Uniti       | 160       |